# 颜华 (1986年)
颜华（1986年—），原名颜桦，重庆人，双语主持人。毕业于北京外国语大学。
颜华大学毕业后进入华尔街知名投资银行，曾在瑞信、巴克莱工作，4年后转行成为中英双语主持人，主持多档节目。